# Mario Runco
Mario „Trooper“ Runco Jr. (* 26. Januar 1952 in der Bronx, New York) ist ein ehemaliger US-amerikanischer Astronaut.
Runco erhielt 1974 einen Bachelor in Erd- und Planetenwissenschaften vom City College of New York und 1976 einen Master in Atmosphärenphysik von der Rutgers University. 1999 erhielt er einen Ehrendoktortitel vom City College of New York.
Ab 1976 war er ein Jahr als Forschungshydrologe für die United States Geological Survey auf Long Island tätig. 1977 ging er zur Polizei von New Jersey. bevor er im Juni 1978 zur United States Navy kam. Im September 1978 kam er an das Ozeanographische und Atmosphären-Forschungslabor der Navy nach Monterey. Von April 1981 bis Dezember 1983 war er als Meteorologe auf der Nassau stationiert. Von Januar 1984 bis Dezember 1985 war er Ausbilder an der Naval Postgraduate School in Monterey. Anschließend diente er als kommandierender Offizier auf Schiffen in der Java-See und dem Indischen Ozean, wobei hydrographische und ozeanographische Beobachtungen durchgeführt wurden.

## Astronautentätigkeit
Im Juni 1987 wurde Runco von der NASA als Astronautenanwärter ausgewählt. Er war beteiligt bei der Entwicklung eines Notausstiegs für Space Shuttles, im Software Avionics Integration Laboratory (SAIL) an Tests von Software, am Kennedy Space Center als Mitglied der Unterstützungsmannschaften und als Verbindungssprecher (CAPCOM). Derzeit arbeitet er als Earth and Planetary Scientist (Erd- und Planetenwissenschaftler) im Programm für die Internationale Raumstation und die bemannte Mondstation.

### STS-44
Am 24. November 1991 startete Runco als Missionsspezialist mit der Raumfähre Atlantis zur Mission STS-44. Es war eine Mission für das US-Verteidigungsministerium. Die nicht geheime Nutzlast enthielt neben anderen militärischen Experimenten einen DSP-Satelliten und dessen Oberstufen-Triebwerk, um den Satelliten in eine höhere Umlaufbahn zu befördern.

### STS-54

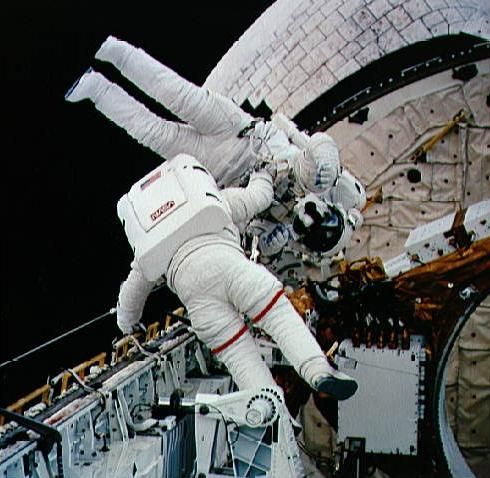
Harbaugh (unten) und Runco (oben) bei einer EVA während STS-54

Mit der Raumfähre Endeavour startete Runco als Missionsspezialist am 13. Januar 1993 zur Mission STS-54. Hauptziele dieser Mission waren das Aussetzen des 200 Millionen Dollar teuren Tracking and Data Relay Satellite (TDRS-F) und Versuche zur Röntgenastronomie mit dem Diffuse X-ray Spectrometer (DXS).

### STS-77
Als Missionsspezialist flog Runco im Rahmen der STS-77-Mission mit dem Space Shuttle Endeavour am 19. Mai 1996 in den Weltraum. Dies war die fünfte Mission des kommerziellen Spacehab-Moduls. Darin wurden ein Dutzend Experimente aus den Sparten Biologie, Elektrotechnik und Landwirtschaft durchgeführt. Weiterhin wurde die Plattform SPARTAN ausgesetzt, die ihrerseits das sogenannte Inflatable Antenna Experiment (IAE) trug. Das 14 Millionen Dollar teure IAE war eine aluminiumbeschichtete Kunststoffhülle, die durch Stickstoffgas in ihre eigentliche Form – eine Antennenschüssel – gebracht wurde. Das zehntägige Unternehmen war der erste Flug, der vom Start bis zur Landung vom neuen Kontrollzentrum in Houston (Consolidated Control Center, CCC) geleitet wurde.

## Privates
Mario Runco ist verheiratet und hat zwei Kinder.